# Peter Ostrum
Peter Gardner Ostrum (Dallas, 1º novembre 1957) è un attore e veterinario statunitense.
Attore bambino, ebbe il suo unico ruolo cinematografico come Charlie Bucket nel film Willy Wonka e la fabbrica di cioccolato (1971).

## Biografia
Ostrum aveva 12 anni quando fu selezionato da agenti di talento per Willy Wonka e la fabbrica di cioccolato. Sebbene gli sia piaciuta l'esperienza di girare il film, ha deciso di non firmare un contratto di tre film quando è finito. Dopo aver evitato una carriera nel cinema e nel teatro, Ostrum è diventato riluttante a parlare del suo unico ruolo da protagonista. Nel 1990, ha iniziato una tradizione annuale di parlare del film agli scolari, ed è diventato di nuovo oggetto di interesse quando il film del 2005 La fabbrica di cioccolato è uscito nelle sale. Ostrum si interessò ai cavalli della sua famiglia quando tornò dalle riprese di Willy Wonka e fu particolarmente influenzato dal veterinario che si prendeva cura di loro. Ha ricevuto un dottorato in medicina veterinaria presso il Cornell University College of Veterinary Medicine nel 1984. Nel 2021 Ostrum ha praticato e vissuto a Glenfield, New York, con sua moglie Loretta (nata Lepkowski), dopo aver cresciuto due figli.

## Vita privata
Peter Gardner Ostrum è nato a Dallas il 1º novembre 1957 da Dean Gardner Ostrum (1922–2014) e Sarepta Mabel (nata Pierpont; 1922–2021). È il più giovane di quattro figli. Ostrum ha vissuto a Cleveland all'età di dodici anni, una città di cui è stato descritto come nativo da MSNBC, e ha frequentato la North Hunterdon Regional High School nella contea di Hunterdon, nel New Jersey. Ostrum ha sposato Loretta M. Lepkowski nel 1987 o nel 1988. La coppia ha due figli, Helenka e Leif, quest'ultimo ha affiancato il padre sul palco come attore protagonista in diversi musical della South Lewis Central School. Ostrum e sua moglie hanno vissuto a Glenfield, New York, nel 2021.

## Filmografia
- Willy Wonka e la fabbrica di cioccolato (Willy Wonka & the Chocolate Factory), regia di Mel Stuart (1971)

## Doppiatori italiani
Nelle versioni in italiano dei suoi lavori, Peter Ostrum è stato doppiato da:
- Ilaria Stagni in Willy Wonka e la fabbrica di cioccolato (ridoppiaggio)